# Phylloporus hyperion
Phylloporus hyperion är en svampart som först beskrevs av Cooke & Massee, och fick sitt nu gällande namn av Rolf Singer 1962. Phylloporus hyperion ingår i släktet Phylloporus och familjen Boletaceae.   Inga underarter finns listade i Catalogue of Life.